# Nederlandstalige Liga voor Onderwateronderzoek en -Sport
De Nederlandstalige Liga voor Onderwateronderzoek en -Sport, of afgekort NELOS, is een niet-commerciële Vlaamse duikbond. NELOS is met zijn meer dan 10.000 leden de grootste duikbond van Vlaanderen.

## Ontstaan
Op 19 juni 1978 splitste de Belgische Federatie voor Onderwateronderzoek en -Sport (BEFOS) zich op in de Nederlandstalige Liga voor Onderwateronderzoek en -Sport (NELOS), zijnde de liga die alle Vlaamse clubs groepeert, en de Ligue Francophone de Recherches et d'Activités Sous-marines (LIFRAS), zijnde de liga die alle Waalse clubs groepeert. Beide liga's functioneren nagenoeg autonoom, maar BEFOS fungeert nog als overkoepelend orgaan.

## Werking
Alle leden zijn verzekerd bij ARENA N.V. en de brevetten zijn internationaal erkend door het lidmaatschap van NELOS bij de Confédération Mondiale des Activités Subaquatiques (CMAS). De opleiding is gebaseerd op het clubsysteem waarbij de nadruk ligt op een degelijk onderricht, zowel op praktisch als op theoretisch gebied, met het accent op de veiligheid en bijzondere aandacht voor de plaatselijke omstandigheden.

## Commissies
De NELOS organisatie groepeert de volgende commissies (update sept. 2022):
- Commissie Sportduiken
  - Subcommissie Jeugdduiken
  - Subcommissie Technisch Duiken
  - Subcommissie Duikers met een Handicap
  - Subcommissie Hulpverlener
- Commissie Vrijduiken
- Commissie Vinzwemmen
- Commissie Onderwaterhockey
- Wetenschappelijke Commissie
  - Subcommissie Biologie
- Audiovisuele Commissie
  - Subcommissie Foto
  - Subcommissie Video
- Commissie Redactieteam Hippocampus
- Commissie Innovatief Sporten
- Geneeskundige Commissie
- Juridische Commissie

## Brevetten

### Jeugdduikers (acht- tot veertienjarigen)
- Bronzen Dolfijn
- Zilveren Dolfijn
- Gouden Dolfijn

Vanaf de leeftijd van 14 jaar kunnen de jeugdduikers worden ingeschaald tot 1*D.

### Recreatieve duikers
- 1*D CMAS: Start met duiken en verken de onderwaterwereld
- 2*D CMAS: Kan als duikleider fungeren bij eenvoudige duiken

### Sportduikers
- 3*D CMAS: Duiken leiden zonder grote moeilijkheidsgraad
- 4*D CMAS: Zelfstandige duiker
- AI Assistent Instructeur: Pedagogische duiker

### Instructeurs
- 1*I CMAS
- 2*I CMAS
- 3*I CMAS

### Specialisaties
NELOS biedt eveneens specialisaties aan zoals nitrox (basis, gevorderd en instructeur), onderwaterfotografie, onderwaterbiologie, Duiker-Hulpverlener, trimix, Closed Circuit Rebreather, sidemountduiken, onderwaterscooterduiker, Compressor Handling, enz.